# Højt at flyve
 Denne artikel omhandler spillefilmen Højt at flyve. For jumbobogen af samme navn, se Jumbobøger nr. 101-200.
Højt at flyve (originaltitel: Airplane!) er en amerikansk spillefilm fra 1980 instrueret og skrevet af David Zucker, Jim Abrahams og Jerry Zucker og distribueret af Paramount Pictures. Rollelisten tæller blandt andet Robert Hays, Julie Hagerty, Leslie Nielsen, Robert Stack, Lloyd Bridges, Peter Graves, Kareem Abdul-Jabbar og Lorna Patterson. Filmen er en parodi på katastrofefilmgenren, især Paramount-filmen Zero Hour! fra 1957 som den låner plottet og de centrale figurer fra, tillige med mange elementer fra Airport 1975. Filmen er kendt for sin brug af surrealistisk humor og sin hurtige slapstick-komedie med både visuelle og verbale ordspil og gags.
Højt at flyve var en succes både hos kritikere og i biograferne med en indtjening på over 83 mio. USD alene i Nordamerika mod et budget på bare 3,5 mio. USD. Filmens skabere fik en Writers Guild of America Award for bedst omsatte komedie og blev nomineret til Golden Globe Award for Best Motion Picture – Musical or Comedy og en BAFTA Award for bedste manuskript.
I årene efter premieren er filmens anseelse vokset mærkbart. For eksempel fik den en sjetteplads på tv-kanalen Bravos liste over de 100 sjoveste film. I 2007 blev den i undersøgelse foretaget for Channel 4 i Storbritannien bedømt til at være alletiders næststørste komedie efter Monty Pythons Life of Brian. I 2008 valgte magasinet Empire filmen til en af Alle tiders 500 bedste film, og i 2012 fik den førstepladsen i en afstemning om Alle tiders 50 bedste komedier. I 2010 blev den udvalgt til bevaring i National Film Registry af Library of Congress.

## Eksterne Henvisninger
- Højt at flyve på Internet Movie Database (engelsk)
- Højt at flyve på Filmdatabasen
- Højt at flyve på Scope
- Højt at flyve i Svensk Filmdatabas (svensk)
- Højt at flyve på AlloCiné (fransk)
- Højt at flyve på MovieMeter (nederlandsk)
- Højt at flyve på AllMovie (engelsk)
- Højt at flyve hos American Film Institute (engelsk)
- Højt at flyve på Turner Classic Movies (engelsk)
- Højt at flyve på The Movie Database (engelsk)